# 科齊
科齊（13世纪—1302年，1280年—1302年在位），白帐汗国可汗。他是斡儿答汗长子撒儿塔赫台的儿子。
马可波罗说他有很多人民，汗国很安宁没有战争。在1280年他与忽必烈建交，但是拉施德丁说他也与海都联盟。他也与察合台汗国八刺汗反伊儿汗国。他是中亚很大影响力的汗，1302年因过胖而死去。
| 前任： 洪格黑兰 | 白帐汗国君主 1280年—1302年 | 繼任： 伯颜 |